# Lyrellales
Ordre
Les Lyrellales sont un ordre d'algues de l'embranchement des Bacillariophyta  et de la classe des Bacillariophyceae.

## Liste des familles
Selon AlgaeBase (8 mai 2022) :
- Lyrellaceae D.G.Mann

## Systématique
Le nom correct complet (avec auteur) de ce taxon est Lyrellales D.G.Mann.